# Kanton Vienenburg
Der Kanton Vienenburg bestand von 1807 bis 1813 im Distrikt Goslar im Departement der Oker im Königreich Westphalen und wurde durch das Königliche Decret vom 24. Dezember 1807 gebildet. Am 1. Januar 1810 kamen Wiedelah und Wennerode aus dem Kanton Horneburg im Distrikt Halberstadt im Departement der Saale aufgrund eines Dekrets vom 12. Mai 1809 hinzu.

## Gemeinden
- Immenrode
- Lengede
- Lochtum
- Vienenburg
- Wettig
- Wöltingerode

ab 1810
- Wennerode
- Wiedelah